# Świętomierz
Świętomierz – osada w Polsce położona w województwie wielkopolskim, w powiecie średzkim, w gminie Nowe Miasto nad Wartą.
W latach 1975–1998 miejscowość administracyjnie należała do województwa poznańskiego.
W 2008 r. do miejscowości włączono obszar zniesionej leśniczówki Boguszyn, opisanej na starym skanie mapy jako leśniczówka Dębniak.